# Góry Świętego Eliasza

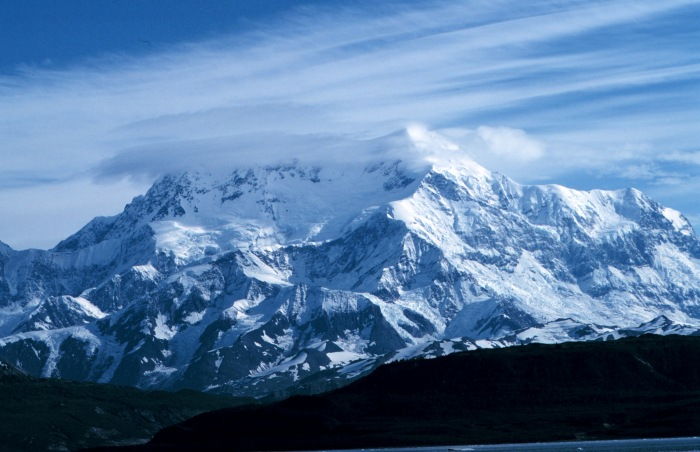
Góra Św. Eliasza

Góry Świętego Eliasza (ang. Saint Elias Mountains fr. Monts Saint-Élie) – pasmo górskie w Kordylierach, w paśmie Gór Nadbrzeżnych, położone na terytorium USA (południowo-wschodnia część stanu Alaska) i Kanady (południowo-zachodnia część terytorium Jukonu). Rozciąga się na długości ok. 320 km, wzdłuż wybrzeża Oceanu Spokojnego, na północny zachód od Zatoki Alaska. Zbudowane z paleozoicznych i mezozoicznych zróżnicowanych skał krystalicznych i osadowych. Składa się z dwóch równoległych pasm, niższego nadbrzeżnego, z najwyższym szczytem Góra Świętego Eliasza o wysokości 5489 m n.p.m. i wyższego, północno-zachodniego, z najwyższym szczytem Logan, o wysokości 5966 m n.p.m. Góry leżą w strefie chłodnego górskiego klimatu umiarkowanego. Roczna suma opadów na stokach południowych wynosi ok. 1000 mm, na stokach północnych 200–300 mm. Dzięki dopływowi wilgotnego powietrza znad zatoki Alaska, Góry Świętego Eliasza są najsilniej zlodowaconym pasmem Kordylierów. Lodowce, spływające ku południowemu zachodowi dolinami górskimi, tworzą na wybrzeżu lodowce piedmontowe, z których największą pokrywę lodową posiada Malaspina. Dolne partie stoków pokrywają lasy, wyżej występują łąki wysokogórskie.
| Najwyższe góry uszeregowane pod względem wysokości: | Najwyższe góry uszeregowane pod względem wysokości: | Najwyższe góry uszeregowane pod względem wysokości: | Najwyższe góry uszeregowane pod względem wysokości:                |
| góra                                                | wysokość                                            | położenie                                           | uwagi                                                              |
| --------------------------------------------------- | --------------------------------------------------- | --------------------------------------------------- | ------------------------------------------------------------------ |
| Mount Logan                                         | 5966 m n.p.m.                                       | Jukon                                               | najwyższa góra Kanady                                              |
| Góra Świętego Eliasza                               | 5489 m n.p.m.                                       | Alaska-Jukon                                        | drugi szczyt pod względem wysokości zarówno w Kanadzie jak i w USA |
| Mount Lucania                                       | 5226 m n.p.m.                                       | Jukon                                               | trzeci szczyt w Kanadzie                                           |
| King Peak                                           | 5173 m n.p.m.                                       | Jukon                                               | czwarty szczyt w Kanadzie                                          |
| Mount Steele                                        | 5073 m n.p.m.                                       | Jukon                                               | piąty szczyt w Kanadzie                                            |
| Mount Bona                                          | 5005 m n.p.m.                                       | Alaska                                              | piąty szczyt w USA                                                 |
| Mount Wood                                          | 4850 m n.p.m.                                       | Jukon                                               |                                                                    |
| Mount Vancouver                                     | 4812 m n.p.m.                                       | Jukon                                               |                                                                    |
| Mount Churchill                                     | 4766 m n.p.m.                                       | Alaska                                              |                                                                    |
| Mount Slaggard                                      | 4742 m n.p.m.                                       | Jukon                                               |                                                                    |
| Mount Macaulay                                      | 4690 m n.p.m.                                       | Jukon                                               |                                                                    |
| Mount Fairweather                                   | 4671 m n.p.m.                                       | Kolumbia Brytyjska-Alaska                           |                                                                    |
| Mount Hubbard                                       | 4577 m n.p.m.                                       | Jukon                                               |                                                                    |
| Mount Bear                                          | 4520 m n.p.m.                                       | Alaska                                              |                                                                    |
| Mount Walsh                                         | 4507 m n.p.m.                                       | Jukon                                               |                                                                    |
| Mount Alverstone                                    | 4439 m n.p.m.                                       | Alaska-Jukon                                        |                                                                    |
| University Peak                                     | 4410 m n.p.m.                                       | Alaska                                              |                                                                    |
| McArthur Peak                                       | 4389 m n.p.m.                                       | Jukon                                               |                                                                    |
| Mount Augusta                                       | 4289 m n.p.m.                                       | Alaska-Jukon                                        |                                                                    |
| Mount Cook                                          | 4196 m n.p.m.                                       | Alaska-Jukon                                        |                                                                    |